# Magnificent (Rick Ross)
Magnificent è un singolo del rapper statunitense Rick Ross, pubblicato nel 2009 ed estratto dall'album Deeper Than Rap.
La canzone vede la collaborazione del cantante statunitense John Legend.

## Il brano
Il brano utilizza due sample tratti dalle canzoni Gotta Make It Up to You di Angela Bofill e I'm the Magnificent di Special Ed.

## Tracce
1. Magnificent (featuring John Legend) - 4:19

## Video
Il videoclip della canzone è stato diretto da Gil Green.